# Calvados (distillato)
Il Calvados è un'acquavite a denominazione di origine di sidro di mela, prodotto in Normandia, in Francia. Il Calvados del Domfrontains è prodotto distillando mele e pere, quest’ultime presenti fino al 30%.

## Storia
Distillatori di mele sono citati fin dall'VIII secolo da Carlo Magno. La prima distillazione normanna nota fu compiuta dal gentiluomo Gilles de Gouberville nel 1554, e la corporazione della distillazione del sidro fu creata circa 50 anni dopo, nel 1606. Nel XVII secolo le tradizionali distillerie di sidro si espansero, ma tasse e divieti sui brandy di sidro furono imposti ovunque, al di fuori di Bretagna, Maine e Normandia. La zona chiamata "Calvados" fu creata dopo la Rivoluzione francese, ma l'Eau de vie de cidre (acquavite di sidro) era già comunemente chiamata calvados. Nel XIX secolo la produzione aumentò grazie alla distillazione industriale e alla moda diffusa tra gli operai del Café-calva. Quando una epidemia di fillossera devastò i vigneti, per il calvados fu l'età dell'oro. Durante la seconda guerra mondiale l'acquavite di sidro era fornita ai soldati.
Le disposizioni in materia di appellation contrôlée (denominazione controllata) diedero ufficialmente al calvados lo status di distillato protetto nel 1942. Dopo la guerra molte distillerie di sidro si ricostituirono, soprattutto nel Pays d'Auge. Molte delle strutture più simili a una tradizionale fattoria furono sostituite dalla moderna agricoltura, aumentando la produzione. Lo schema dei nomi del calvados è stato rivisto nel 1984 e poi nel 1996. Il Pommeau, una mistella composta da succo di mela e calvados, fu riconosciuto nel 1991; si usa come aperitivo, analogamente ai prodotti simili Pineau des Charentes e Floc de Gascogne; nel 1997 è stata creata una denominazione per il Calvados Domfrontais, varietà ottenuta con il 30% di pere.

## Produzione
Le mele da cui è possibile produrre il Calvados sono suddivise in quattro categorie: acide, acido-amare, dolci-amare e dolci, in relazione al loro livello di dolcezza, acidità e amarezza. Vi sono regole precise secondo le quali scegliere la tipologia di mele, e spesso, nei più complessi se ne possono impiegare ben quaranta.
Il frutto è colto e spremuto per produrre un succo che fermentando diventa un sidro secco al 6% di volume in alcol. Viene dunque distillato in alambicchi discontinui o a colonna e diviene acquavite. Solitamente dalla prima distillazione si ottiene uno spirito al 28-30% vol., mentre il prodotto finito non deve superare il 72% vol.
Dopo almeno due anni di invecchiamento in barili di quercia (chiamate foudres), può essere venduto come Calvados. Più tempo invecchia, più diventa gradevole. Solitamente la maturazione dura diversi anni e consente una lieve ossidazione; alcuni produttori effettuano una breve sosta in botti nuove per trasferire note tostate. Mezza bottiglia di Calvados invecchiato vent'anni può facilmente avere lo stesso prezzo di una bottiglia intera di Calvados di 10 anni.

## Doppia e singola distillazione
L'AOC Calvados autorizza una doppia distillazione per tutto il calvados, ma è richiesta per l'AOC Calvados Pays d'Auge.
- La doppia distillazione viene effettuata in alambicchi tradizionali (l'alambic à repasse o charentais, simile a quello del Cognac) e conferisce al prodotto aromi fruttati ricchi, complessi e delicati con un potenziale di lungo invecchiamento.
- La distillazione singola continua viene effettuata in un alambicco a colonna e conferisce al calvados un sapore di mela fresco e pulito, tuttavia troppo poco complesso per evolvere con un successivo invecchiamento. Esempio è il Calvados Domfrontais, il quale è distillato con un alambicco in rame a doppia colonna.

## Regioni di produzione e definizioni legali

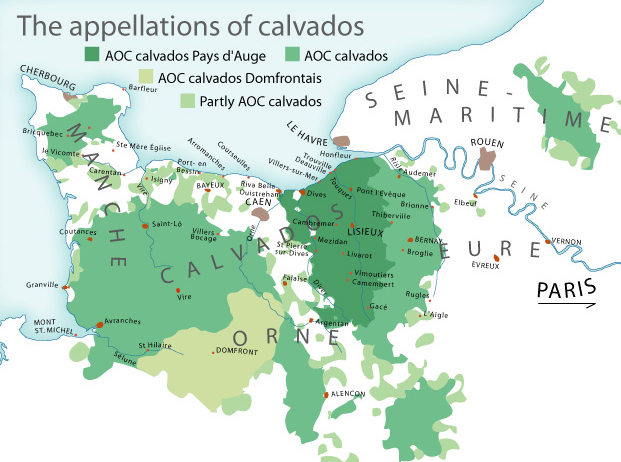
Mappa della regione di produzione

Come molti vini, il Calvados è qualificato da un'AOC (DOC). Esistono tre denominazioni per il calvados:
- L'area dell'AOC calvados include tutto il Calvados, la Manica e l'Orne e parti di Eure, Mayenne, Sarthe e Eure-et-Loir.
  - L'AOC calvados comprende circa il 70% della produzione totale.
  - Almeno due anni di invecchiamento in barili di quercia.
  - Il territorio di produzione è definito.
  - Le mele e le pere usate devono essere delle varietà definite per il sidro.
  - Le procedure nella produzione come la pressatura, la fermentazione, la distillazione e l'invecchiamento sono regolate.
  - Di solito la distillazione avviene in una singola colonna.
- L'area più restrittiva AOC calvados Pays d'Auge è limitata a poche aree dell'est del Calvados.
  - Un severo controllo di qualità - uguali regole basi del calvados AOC insieme ad alcuni altri requisiti.
  - Invecchiamento di almeno due anni in barili di quercia.
  - Doppia distillazione in un alambicco (pot still).
  - Area di produzione definita nel Pays d'Auge.
  - Almeno sei settimane di fermentazione del sidro.
  - Controllo degli aromi aggiunti.
- L'AOC calvados Domfrontais riflette la lunga tradizione delle coltivazioni di pere dell'area, producendo un unico calvados fruttato.
  - Almeno il 30 per cento è di pere provenienti dalle zone previste.
  - Almeno tre anni di invecchiamento in barili di quercia.
  - I frutteti di meli devono contenere almeno il 15 per cento di alberi di pere (25 per cento dopo la sedicesima raccolta).
- Calvados fermier - alcuni produttori sia all'interno che fuori dell'area del Pays d'Auge producono questo calvados di fattoria, che indica un processo di produzione tradizionale di alta qualità.

## Invecchiamento
L'età è solitamente menzionata con una certa scelta di parole e si riferisce alla parte più giovane della miscela. Altri scelgono di indicare l'età minima in anni. Una miscela contiene parti di calvados più vecchio. Tra i prodotti di maggiore qualità la parte più vecchia ha un'età molto maggiore di quelle sotto menzionate.
- ‘VS’, ‘Trois étoiles *** ‘Trois pommes’ - 2 anni.
- ‘Vieux’ - ‘Réserve’ - 3 anni.
- ‘V.O.' ‘VO’, ‘Vieille Réserve’, ‘V.S.O.P.' ‘VSOP’ - 4 anni. Spesso venduto più invecchiato.
- ‘Extra’, ‘X.O.' ‘XO’, ‘Napoléon’, ‘Hors d'Age' - 6 anni. Spesso venduto più invecchiato.
- ‘1973' (millesime) - Annata (anno di distillazione).

## Degustazione
Il Calvados è la base del tradizionale trou Normand, cioè "il buco normanno". Questo è costituito da un sorso di Calvados preso tra le varie portate di un lungo pasto, a volte con un sorbetto di mela, che si pensa risvegli l'appetito. Il Calvados può essere servito come aperitivo, in cocktail, tra i pasti, come digestivo o con il caffè. Un buon calvados dovrebbe naturalmente mantenere il gusto delle mele e delle pere, bilanciato dagli aromi e dall'invecchiamento. Si nota facilmente che il calvados più giovane ha un più forte gusto di mela e di pera. Più a lungo il calvados è rimasto a contatto con il legno di quercia, più il suo gusto somiglia a quello di ogni altro brandy invecchiato. Il calvados più vecchio assume un colore dorato, marrone con riflessi arancioni e rosso mogano.

## Nella cultura di massa
Il Calvados è noto per essere la bevanda preferita del Commissario Maigret, protagonista di molti romanzi dello scrittore belga Georges Simenon.